# Điện thế màng

Sự khác biệt về nồng độ của ion ở hai phía đối diện của màng tế bào dẫn đến điện thế được gọi là điện thế màng.
Các giá trị điển hình của điện thế màng nằm trong khoảng –40 mV đến –70 mV. Nhiều ion có gradient nồng độ xuyên qua màng, bao gồm kali (K^{+}), ở nồng độ cao bên trong và nồng độ thấp bên ngoài màng. Các ion Natri (Na^{+}) và clorua (Cl^{-}) có nồng độ cao ở vùng ngoại bào và nồng độ thấp ở nội bào. Những gradient nồng độ này cung cấp thế năng để thúc đẩy sự hình thành điện thế màng. Điện thế này được thiết lập khi màng có tính thấm đối với một hoặc nhiều ion.
Trong trường hợp đơn giản nhất, được minh họa ở đây, nếu màng thấm chọn lọc kali, các ion mang điện tích dương này có thể khuếch tán theo gradien nồng độ ra bên ngoài tế bào, để lại các điện tích âm không được bù đắp. Sự phân tách các điện tích này là nguyên nhân gây ra điện thế màng. Lưu ý rằng toàn bộ hệ thống là trung tính về điện. Các điện tích dương không được bù đắp bên ngoài tế bào và các điện tích âm chưa được bù đắp bên trong tế bào, xếp thành hàng dọc trên bề mặt màng và hút nhau qua lớp kép lipid. Do đó, điện thế màng về mặt vật lý chỉ nằm ở vùng lân cận của màng. Chính sự phân tách các điện tích này qua màng là cơ sở của điện thế màng.
Cũng lưu ý rằng biểu đồ này chỉ là sự ước lượng gần đúng của các ion đóng góp vào điện thế màng. Các ion khác bao gồm natri, clorua, canxi và những ion khác đóng vai trò nhỏ hơn, mặc dù chúng có gradient nồng độ mạnh, vì chúng có tính thấm hạn chế hơn kali.
Chìa khoá: Xanh ngũ giác - ion natri; Hồng hình vuông - ion kali; Vàng hình tròn – ion clo; Cam hình chữ nhật - anion không thấm qua màng (những anion này phát sinh từ nhiều nguồn khác nhau bao gồm cả protein). Lớn hồng cấu trúc có mũi tên thể hiện kênh kali xuyên màng và hướng chuyển động của kali ròng.

Điện thế màng là sự khác biệt về điện thế giữa bên trong và bên ngoài của một tế bào sinh học. Đối với bên ngoài của tế bào, giá trị thông thường của điện thế màng rơi vào khoảng từ –40 mV tới –80 mV.
Tất cả tế bào động vật đều được bao quanh bởi một lớp màng được cấu tạo nên từ một lớp lipid kép với các protein gắn vào trong nó. Lớp màng đóng vai trò là cả lớp cách điện lẫn một hàng rào khuếch tán đối với chuyển động của các ion. Các protein vượt màng, còn được gọi là đơn vị vận chuyển ion hoặc protein bơm ion, tích cực đẩy ion dọc màng và thiết lập nên gradien tập trung dọc màng, và các kênh ion cho phép ion di chuyển dọc màng xuống những gradien tập trung đó. Bơm ion và kênh ion thì tương đương về mặt điện tích so với một cặp pin và điện trở lồng vào trong màng, và do đó tạo nên một điện áp giữa hai phía của màng.
Hầu như tất cả tế bào nhân thực (bao gồm tế bào động vật, thực vât, và nấm) duy trì một điện thế xuyên màng không ở mức không, thường là có điện áp âm ở trong tế bào, so với ngoài tế bào rơi vào khoảng –40 mV đến –80 mV. Điện thế màng có hai chức năng cơ bản.Đầu tiên, nó cho phép tế bào thực hiện chức năng như một cục pin, cung cấp năng lượng để điều khiển một loạt các "thiết bị phân tử" được gắn vào trong màng. Hai là, ở các tế bào kích thích về mặt điện tích ví dụ như neuron và tế bào cơ, nó được sử dụng đề truyền tín hiệu giữa các phần khác nhau của tế bào.